# Вила музей „Александър Стамболийски“
Вилата музей „Александър Стамболийски“ се намира на 3 km източно от село Славовица, община Септември, област Пазарджик. Част е от 100 национални туристически обекта.
Построена е през 1922 г. като вила на министър-председателя Александър Стамболийски върху собствен имот. Тя е на два етажа, а към нея има стара къща, стопанска сграда, навес и обор. На 14 юни 1923 г., след Деветоюнския преврат, Стамболийски е подложен на жестоки мъчения във вилата. Захвърлен е в една от стаите на стопанската сграда, където със собствената си кръв написва на стената „Ст. 1923 г.“. В същата стая пред очите му е убит брат му Васил.
През 1958 г. е създаден музей Александър Стамболийски, включващ родната му къща, вилата музей и паметникът костница. През 1968 г. трите обекта са обявени за исторически паметници на културата от национално значение.
През лятото на 2000 г. избухва пожар, който изпепелява вилата. Унищожени са документи и цялостното обзавеждане на етажа – кожена гарнитура и масивно бюро в кабинета му, гарнитурата в приемната, камината, готварската печка в кухнята. През 2001 г. вилата е възстановена, а през 2003 г. е създаден Общински музей Къща музей „Александър Стамболийски“.
Със средства от бюджета на Община Септември и със спонсорство е възстановена и на 9 юни 2006 г. е открита музейна експозиция „Живот и дело на Александър Стамболийски“, в която са показани най-важните моменти от жизнения път и политическата дейност на Стамболийски. Изложени са снимки и материали, свързани с родното място и живота на жителите на Славовица. По запазени снимки и лично изготвен от сина му – Асен Стамболийски чертеж, е изработен проект за възстановяване на интериора на втория етаж на вилата.
През 2020-2021 г. вилата е възстановена във възможно най-близкия до първоначалния си вид по разработен за целите на реставрацията проект на арх. Виктор Попов от София. Консервационните и реставрационни дейности и възстановката на интериора на втория етаж са извършени с финансовата подкрепа на Министерството на културата на Република България.

## Галерия
- Кървавият надпис на Стамболийски
- Част от експозицията „Живот и дело на Александър Стамболийски“
- Единствените предмети от втория етаж на вилата, които са запазени след пожара от 2000 г.
- Картечницата „Шварцлозе“, с която е отбранявана вилата след Деветоюнския преврат